# حوش بردى
حوش بردى هي إحدى القرى اللبنانية من قرى قضاء بعلبك في محافظة بعلبك الهرمل.